# Колосівка (Овруцька міська громада)
Колосі́вка — село в Україні, в Коростенському районі Житомирської області. Входить до складу Овруцької міської громади. Населення становить 141 осіб. Попередня назва - Боговичі.

## Історія
У 1906 році Боговичі, село Гладковицької волості Овруцького повіту Волинської губернії. Відстань від повітового міста 7 верст, від волості 5. Дворів 38, мешканців 221.